# Erick Walder
Erick Walder (Mobile, Estados Unidos, 5 de noviembre de 1971) es un atleta estadounidense, especializado en la prueba de salto de longitud en la que llegó a ser subcampeón mundial en 1997.

## Carrera deportiva
En el Mundial de Atenas 1997 ganó la medalla de plata en el salto de longitud, con un salto de 8.38 metros, quedando en el podio tras el cubano Iván Pedroso (oro con 8.42 m) y por delante del ruso Kirill Sosunov.